# Ханзаде Султан
Ханзаде́ Султа́н (тур. Hanzade Sultan; 1609, Стамбул — 23 вересня 1650, Стамбул) — четверта донька Ахмеда I.

## Біографія
Ханзаде-султан народилася в 1609 році в Стамбулі в сім'ї османського султана Ахмеда I та Махфіруз-султан.
У вересні 1623 року Ханзаде вийшла заміж за майбутнього великого візира Байрама-пашу; цей шлюб був незвичайним для того часу, оскільки титул візира Байрам-паша отримав тільки в 1628 році. Відносини між подружжям були теплими і шлюб тривав аж до смерті Байрама-паші 26 серпня 1638 року. П'ять років після смерті чоловіка Ханзаде залишалася вдовою і в 1643 році вона вийшла заміж за Наккаш Мустафу-пашу, який пережив Ханзаде на три роки.
У грудні 1647 молодший брат Ханзаде, султан Ібрагім I, одружився зі своєю наложницею Хюмашах-султан і конфіскував майно Ханзаде, а також двох інших сестер, Айше і Фатьми, і племінниці Ісміхан, і подарував його своїй дружині.
Ханзаде-султан померла 23 вересня 1650 года в своєму будинку в Стамбулі і була похована в тюрбе Ібрагіма I в мечеті Ая-Софія.